# Maison individuelle

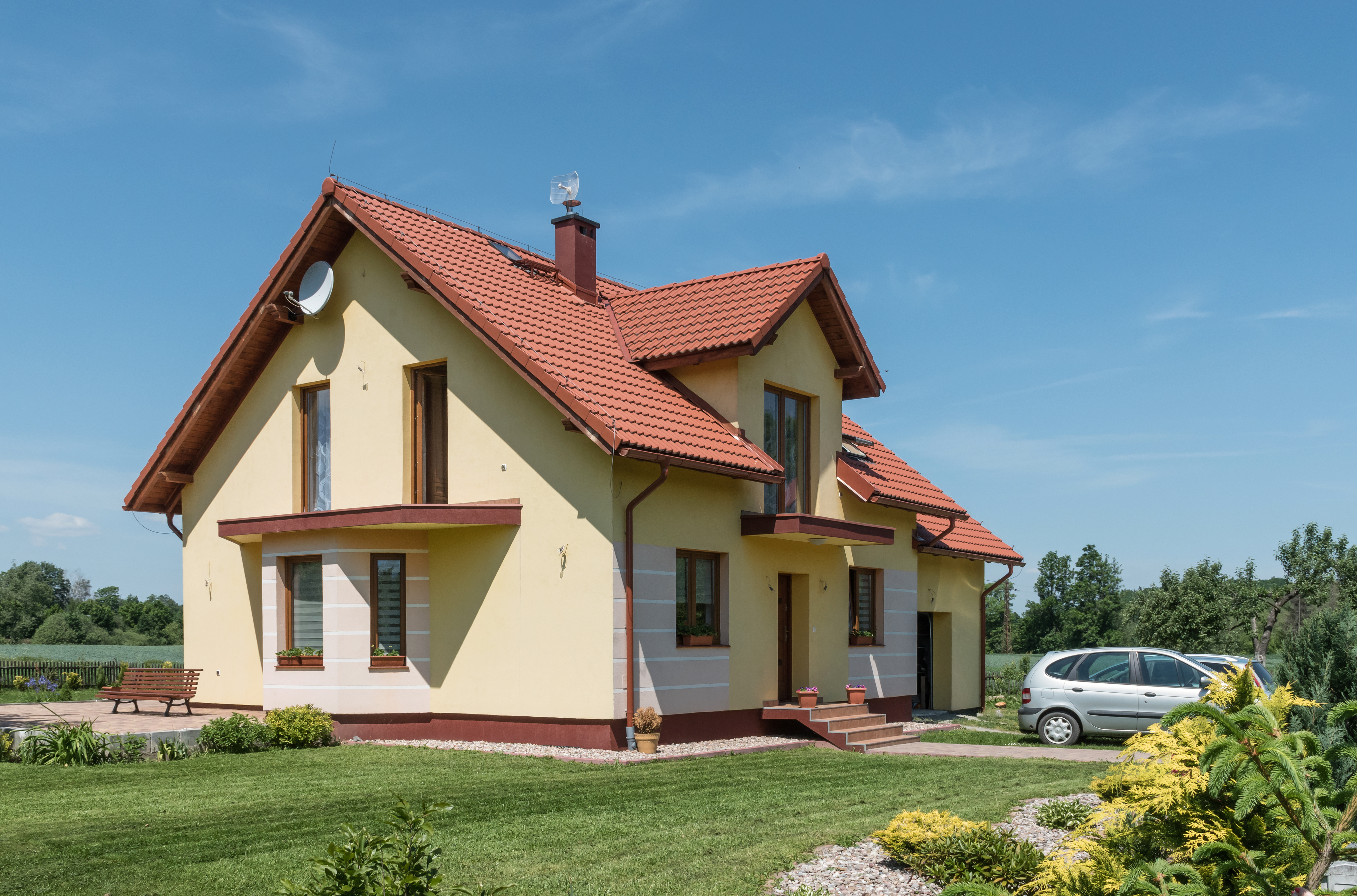
Maison individuelle typique de la Pologne.

Une maison individuelle, plus rarement maison détachée ou maison unifamiliale, est une maison dont les murs extérieurs ne sont pas mitoyens à un autre bâtiment. Il s'agit à l'origine des maisons typiques des zones isolées et de l'habitat épars situées à l'extérieur des villes et des villages. Si la maison individuelle est historiquement rurale et minoritaire, sa construction standardisée en masse à partir des années 1960 a donné au contraire naissance à de vastes banlieues pavillonnaires, bâties en lotissement en périphérie des grandes villes. 
La maison individuelle se distingue de la maison jumelée et de la maison de ville, qui partagent respectivement un ou plusieurs murs mitoyens avec d'autres maisons. Moins écologique et économique en énergie que ces dernières et favorisant l'étalement urbain, le modèle d'habitat basé sur la maison individuelle est la cible de critiques régulières, notamment dans le cadre de la lutte contre le réchauffement climatique.
Selon le contexte, la taille, la situation ou le standing, la maison individuelle peut prendre l'appellation de villa, de pavillon, de chalet, etc...

## Types de maisons individuelles
Parmi les types de maisons individuelles, on retrouve :
- Cottage
- Bungalow
- Villa
- Manoir

## Galerie

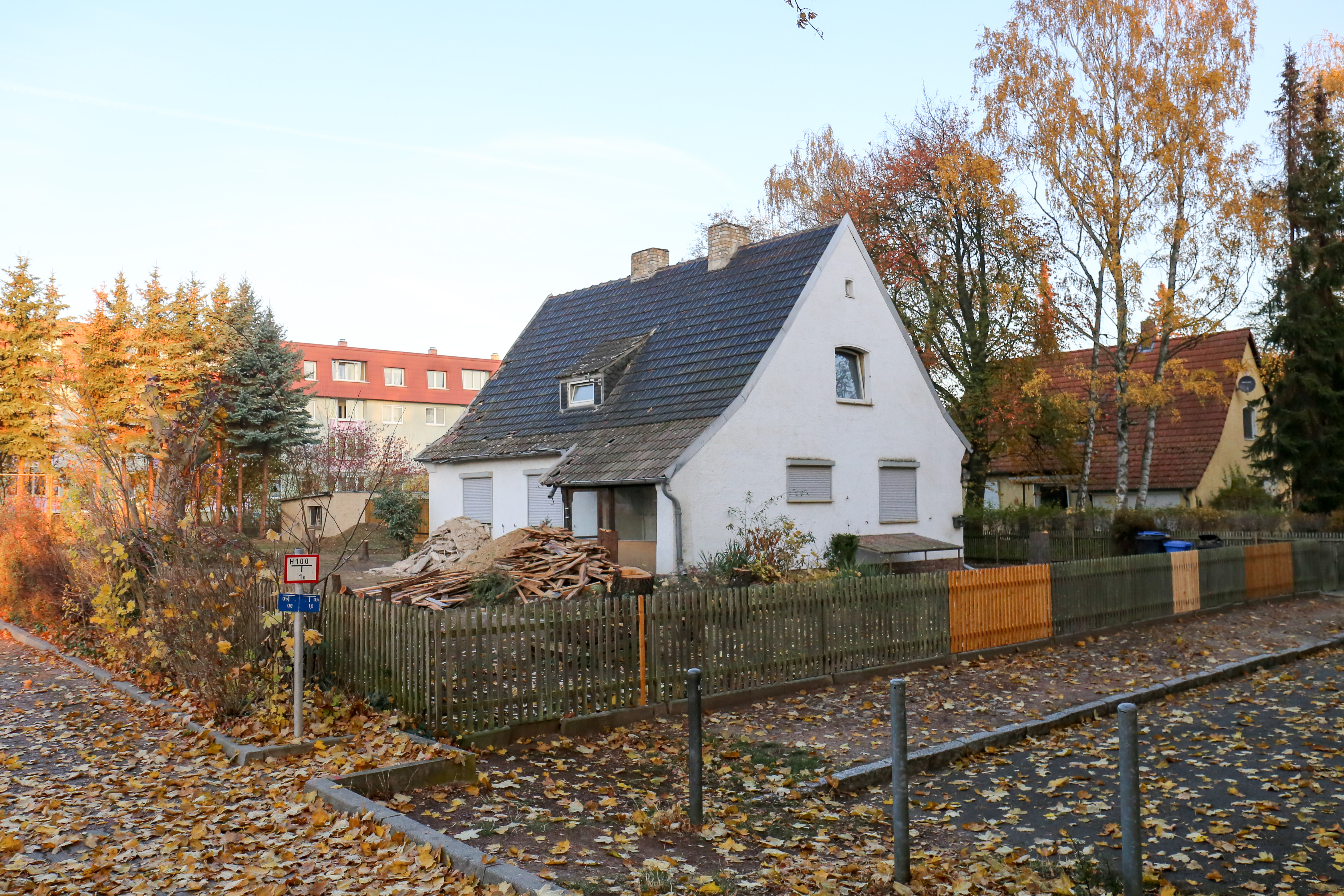
Maison individuelle en Allemagne
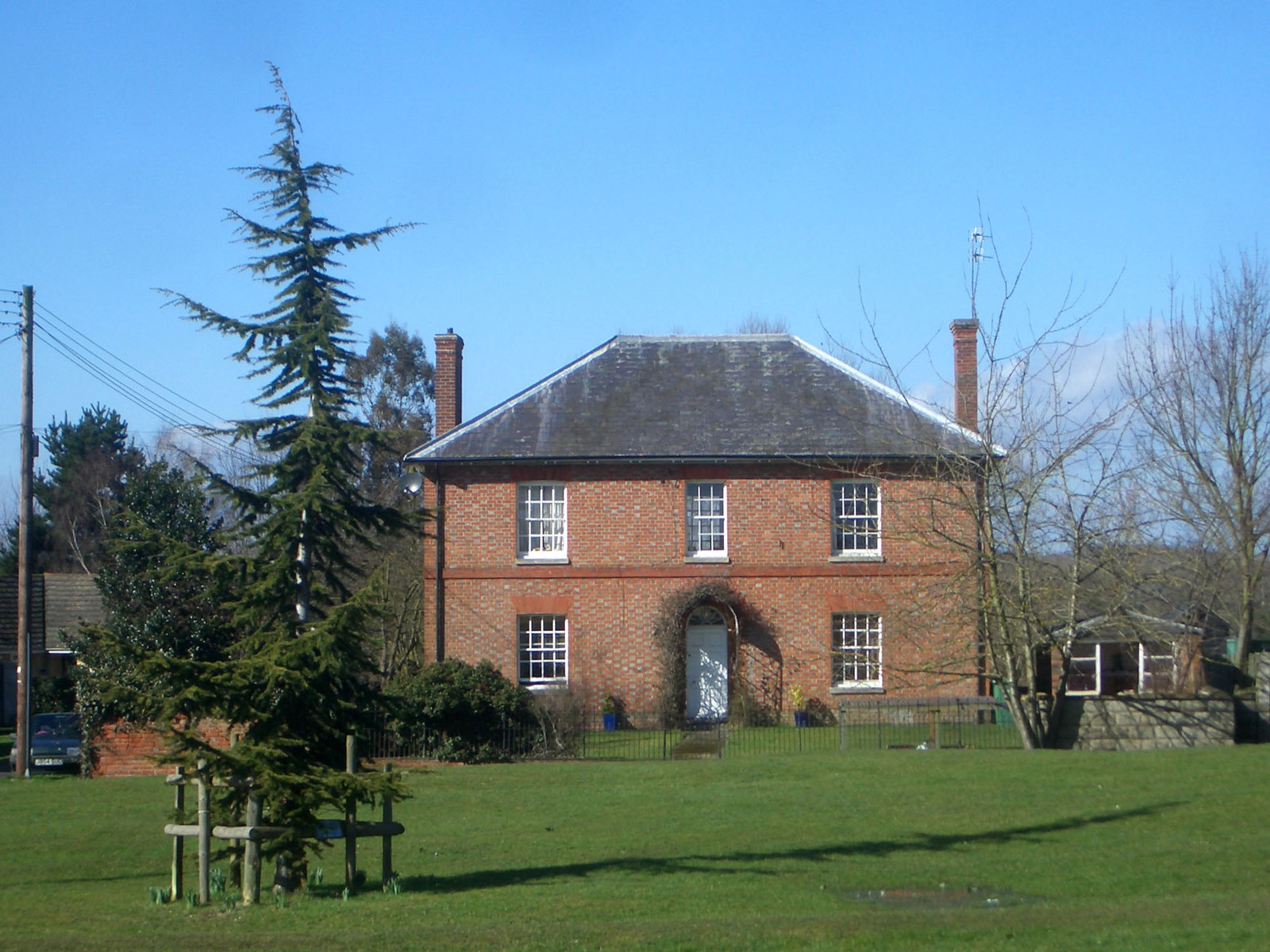
Maison individuelle au Royaume-Uni
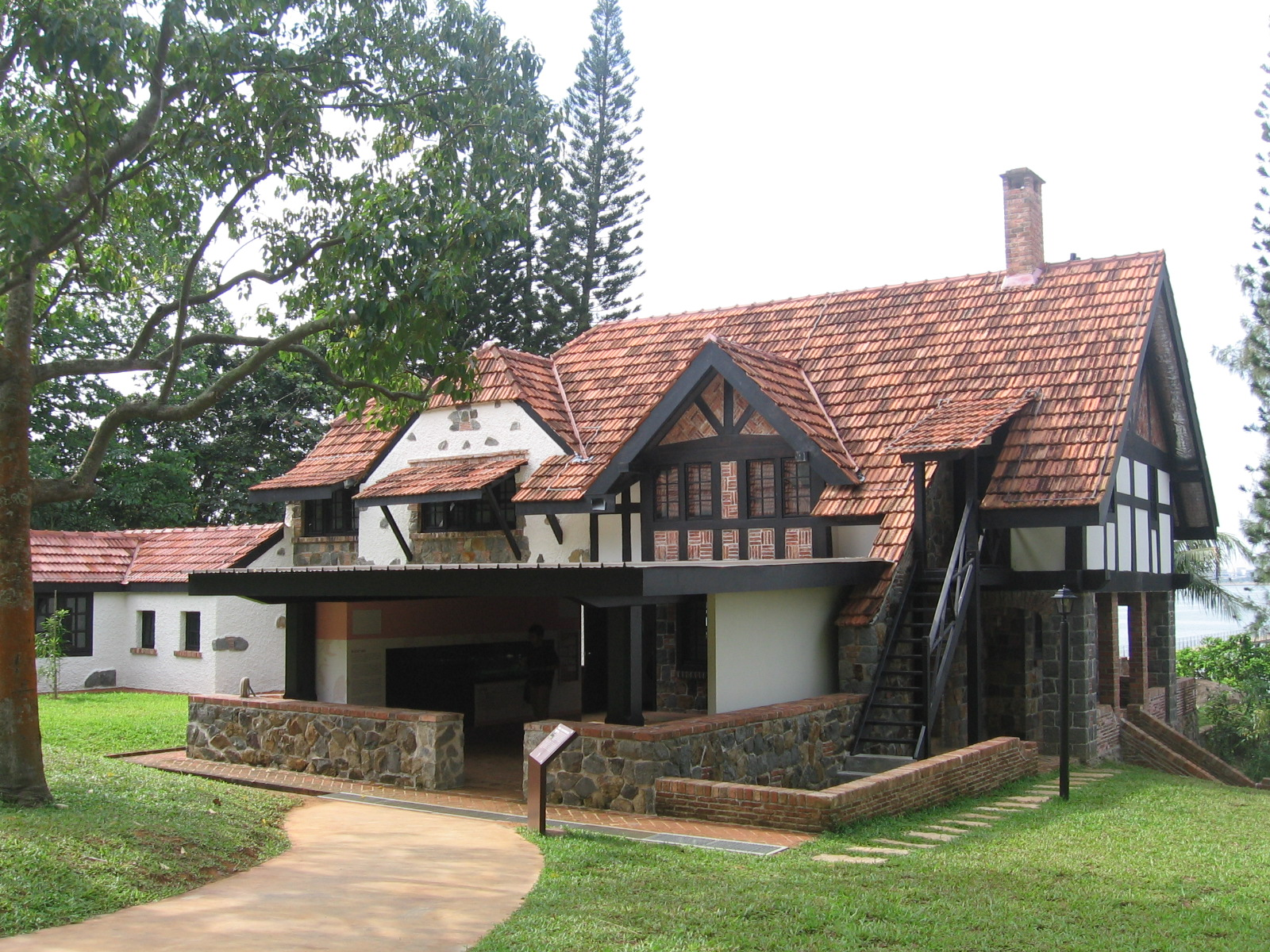
Maison individuelle à Singapour
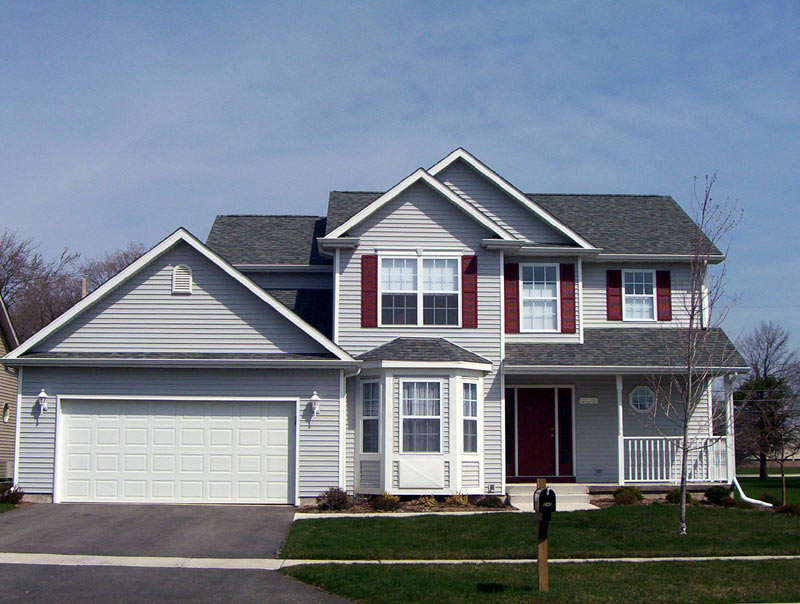
Maison individuelle aux États-Unis